# Calophasia simplex
Calophasia simplex är en fjärilsart som beskrevs av Paul Mabille 1885. Calophasia simplex ingår i släktet Calophasia och familjen nattflyn. Inga underarter finns listade i Catalogue of Life.